# ماريان زيمن
ماريان زيمن هو لاعب كرة قدم سلوفاكي في مركز الدفاع، ولد في 3 أغسطس 1980 في ترنتشين في سلوفاكيا. لعب مع نادي جيلينا.